# Pagnacco
Pagnacco – miejscowość i gmina we Włoszech, w regionie Friuli-Wenecja Julijska, w prowincji Udine.
Według danych na rok 2004 gminę zamieszkiwało 4597 osób, 328,4 os./km².

## Miasta partnerskie
- Celldömölk